# Benidorm CF
Benidorm Club de Fútbol – hiszpański klub piłkarski, miał siedzibę w mieście Benidorm.

## Historia
Benidorm CF powstał w 1964 roku. W czerwcu 2011 roku został rozwiązany z powodu dużych zaległości wobec graczy.

## Sezony
| Sezon   | Liga     | Miejsce | Puchar Króla |
| ------- | -------- | ------- | ------------ |
| 1964/65 | Regional | -       |              |
| 1965/66 | Regional | -       |              |
| 1966/67 | 3ª       | 5.      |              |
| 1967/68 | 3ª       | 7.      |              |
| 1968/69 | 3ª       | 9.      |              |
| 1969/70 | 3ª       | 17.     |              |
| 1970-82 | Regional | -       |              |
| 1982/83 | 3ª       | 6.      |              |
| 1983/84 | 3ª       | 15.     |              |
| 1984/85 | 3ª       | 4.      |              |
| 1985/86 | 3ª       | 9.      |              |
| 1986/87 | 3ª       | 7.      |              |
| 1987/88 | 2ªB      | 18.     |              |
| 1988/89 | 3ª       | 1.      |              |
| 1989/90 | 2ªB      | 5.      |              |
| 1990/91 | 2ªB      | 10.     |              |
| 1991/92 | 2ªB      | 13.     |              |
| 1992/93 | 2ªB      | 8.      |              |

| Sezon   | Liga | Miejsce | Puchar Króla |
| ------- | ---- | ------- | ------------ |
| 1993/94 | 2ªB  | 14.     |              |
| 1994/95 | 2ªB  | 16.     |              |
| 1995/96 | 2ªB  | 18.     |              |
| 1996/97 | 2ªB  | 18.     |              |
| 1997/98 | 3ª   | 2.      |              |
| 1998/99 | 2ªB  | 18.     | 1/16         |
| 1999/00 | 3ª   | 3.      |              |
| 2000/01 | 2ªB  | 16.     |              |
| 2001/02 | 2ªB  | 1.      |              |
| 2002/03 | 3ª   | 1.      |              |
| 2003/04 | 3ª   | 1.      | I runda      |
| 2004/05 | 2ªB  | 12.     | I runda      |
| 2005/06 | 2ªB  | 7.      |              |
| 2006/07 | 2ªB  | 9.      | II runda     |
| 2007/08 | 2ªB  | 4.      |              |
| 2008/09 | 2ªB  | 14.     | 1/32         |
| 2009/10 | 2ªB  | 16.     |              |
| 2010/11 | 2ªB  | 6.      | I runda      |

- 19 sezonów w Segunda División B
- 14 sezony w Tercera División
- 14 sezony w niższych ligach